# Fenakiet
Het mineraal fenakiet is een beryllium-silicaat met de chemische formule Be2SiO4. Het behoort tot de nesosilicaten.

## Eigenschappen
Het kleurloze, blauwige, witte, gele, roze of bruine fenakiet heeft een witte streepkleur en een glasglans. De hardheid van het mineraal is 8 op de schaal van Mohs en het doorzichtig tot doorschijnende mineraal komt voor in kristallen of korrelige of radiale aggregaten. Het soortelijk gewicht van fenakiet is 2,98 en het mineraal heeft een trigonaal kristalstelsel.

## Naam
De naam van het mineraal fenakiet is afgeleid van het Griekse phenax, dat "bedrieglijk" betekent want het werd met kwarts verwisseld.

## Voorkomen
Fenakiet komt voor in pegmatieten en is zeldzaam. De typelocatie is Takovaya, Sverdlovsk, Oeralgebergte, Rusland. Het wordt verder onder andere gevonden in de Alpen, Noorwegen, In Rusland heeft men tot 18 centimeter grote kristallen gevonden Oeral, gele en rode kristallen komen voor in Brazilië (Minas Gerais) en in de VS (Colorado, Maine, Virginia). Grote kristallen(tot 8 centimeter) komen voor in het Habachdal in Oostenrijk. Ook in Mexico, Sri Lanka, Birma, Tanzania en Madagaskar zijn fenakieten gevonden.

## Industriële toepassing
De toepassingen van het mineraal zijn als Be-erts of als edelsteen (facetsteen, cabochons).